# Porsche Tennis Grand Prix 2024 - Qualificazioni singolare
Le qualificazioni del singolare del Porsche Tennis Grand Prix 2024 sono un torneo di tennis preliminare per accedere alla fase finale della manifestazione disputate il 13 e 14 aprile 2024. Le vincitrici dell'ultimo turno sono entrati di diritto nel tabellone principale. In caso di ritiro di una o più giocatrici aventi diritto a questi sono subentrati i Lucky loser, ossia i giocatori che hanno perso nell'ultimo turno ma che avevano una classifica più alta rispetto agli altri partecipanti che avevano comunque perso nel turno finale.

## Teste di serie
1. Anna Kalinskaja (ultimo turno)
2. Diana Šnajder (qualificata)
3. Greet Minnen (ultimo turno)
4. Océane Dodin (ultimo turno)

1. Sara Errani (qualificata)
2. Aljaksandra Sasnovič (qualificata)
3. Sachia Vickery (qualificata)
4. Sára Bejlek (ultimo turno)

### Qualificate
1. Sara Errani
2. Diana Šnajder

1. Sachia Vickery
2. Aljaksandra Sasnovič

## Tabellone

### Legenda
| - Q = Qualificato - WC = Wild card - LL = Lucky loser | - ALT = Alternate - SE = Special Exempt - PR = Protected Ranking | - w/o = Walkover - r = Ritirato - d = Squalificato |

### Sezione 1
|  | Primo turno | Primo turno            | Primo turno            | Primo turno | Primo turno |  |  | Ultimo turno | Ultimo turno    | Ultimo turno | Ultimo turno | Ultimo turno |  |
|  |             |                        |                        |             |             |  |  |              |                 |              |              |              |  |
|  | 1           | Anna Kalinskaja        | Anna Kalinskaja        | 6           | 6           |  |  |              |                 |              |              |              |  |
|  | WC          | Carolina Kuhl          | Carolina Kuhl          | 1           | 2           |  |  | 1            | Anna Kalinskaja | 68           | 6            | 2            |  |
|  |             | Kathinka von Deichmann | Kathinka von Deichmann | 2           | 3           |  |  | 5            | Sara Errani     | 7            | 3            | 6            |  |
|  | 5           | Sara Errani            | Sara Errani            | 6           | 6           |  |  |              |                 |              |              |              |  |

### Sezione 2
|  | Primo turno | Primo turno    | Primo turno    | Primo turno | Primo turno |  |  | Ultimo turno | Ultimo turno  | Ultimo turno | Ultimo turno | Ultimo turno |  |
|  |             |                |                |             |             |  |  |              |               |              |              |              |  |
|  | 2           | Diana Šnajder  | Diana Šnajder  | 6           | 6           |  |  |              |               |              |              |              |  |
|  |             | Vera Zvonarëva | Vera Zvonarëva | 3           | 2           |  |  | 2            | Diana Šnajder | 0            | 6            | 6            |  |
|  |             | Raluca Șerban  | Raluca Șerban  | 1           | 1           |  |  | 8            | Sára Bejlek   | 6            | 4            | 1            |  |
|  | 8           | Sára Bejlek    | Sára Bejlek    | 6           | 6           |  |  |              |               |              |              |              |  |

### Sezione 3
|  | Primo turno | Primo turno     | Primo turno     | Primo turno | Primo turno |  |  | Ultimo turno | Ultimo turno   | Ultimo turno   | Ultimo turno | Ultimo turno |  |
|  |             |                 |                 |             |             |  |  |              |                |                |              |              |  |
|  | 3           | Greet Minnen    | Greet Minnen    | 6           | 6           |  |  |              |                |                |              |              |  |
|  |             | Olivia Gadecki  | Olivia Gadecki  | 3           | 3           |  |  | 3            | Greet Minnen   | Greet Minnen   | 62           | 3            |  |
|  | WC          | Nastasja Schunk | Nastasja Schunk | 2           | 3           |  |  | 7            | Sachia Vickery | Sachia Vickery | 7            | 6            |  |
|  | 7           | Sachia Vickery  | Sachia Vickery  | 6           | 6           |  |  |              |                |                |              |              |  |

### Sezione 4
|  | Primo turno | Primo turno          | Primo turno          | Primo turno | Primo turno |  |  | Ultimo turno | Ultimo turno         | Ultimo turno | Ultimo turno | Ultimo turno |  |
|  |             |                      |                      |             |             |  |  |              |                      |              |              |              |  |
|  | 4           | Océane Dodin         | Océane Dodin         | 6           | 6           |  |  |              |                      |              |              |              |  |
|  |             | Ella Seidel          | Ella Seidel          | 4           | 1           |  |  | 4            | Océane Dodin         | 2            | 6            | 4            |  |
|  |             | Jana Fett            | Jana Fett            | 4           | 64          |  |  | 6            | Aljaksandra Sasnovič | 6            | 3            | 6            |  |
|  | 6           | Aljaksandra Sasnovič | Aljaksandra Sasnovič | 6           | 7           |  |  |              |                      |              |              |              |  |